# Mosquiter de Numfor
El mosquiter de Numfor (Phylloscopus maforensis) és una espècie d'ocell de la família dels fil·loscòpids (Phylloscopidae). És endèmic de l'illa de Numfor, a Indonèsia. Els seus hàbitats principals són els boscos tropicals i subtropicals de frondoses humits de les terres baixes. El seu estat de conservació es considera gairebé amenaçat.